# L'Équipe
L'Équipe (fr. La squadra) è un quotidiano sportivo francese, fondato da Jacques Goddet (1905-2000) nel 1946; prese il posto di un altro storico quotidiano sportivo, L'Auto, famoso per aver istituito nel 1903 il Tour de France; non a caso, la maglia gialla, che a partire dall'edizione del 1919 identifica il leader della classifica generale della corsa ciclistica francese, deve il suo colore a quello delle pagine su cui veniva stampato L'Auto.

## Storia

### L'Auto-Vélo

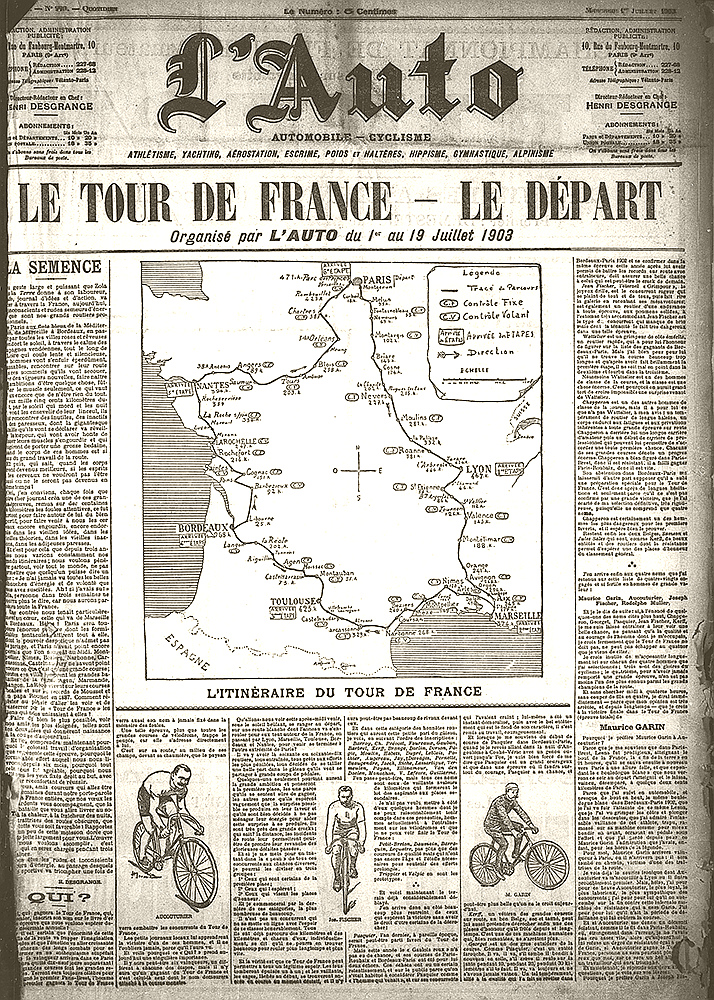
Copertina de L'Auto che annuncia la prima edizione del Tour de France nel 1903.

L'Auto (antesignano de L'Équipe) deve indirettamente la sua nascita (avvenuta nel 1900) allo scandalo dell'affare Dreyfus, in cui l'ufficiale Alfred Dreyfus venne accusato di essere una spia a favore dei tedeschi.
Il più importante giornale sportivo dell'epoca, Le Vélo (fondato nel 1892), aggiungeva all'interno degli articoli dei commenti politici. Il suo editore, Pierre Giffard, riteneva che Dreyfus fosse innocente e lo dichiarò apertamente, accollandosi così diverse contestazioni dai principali finanziatori e pubblicisti della rivista, tra cui il fabbricante di automobili, il conte de Dion, e l'industriale Clément.
Essendo discordi circa le opinioni politiche di Giffard, essi decisero di fondare un giornale avversario. Scelsero come editore un ex-ciclista, Henri Desgrange, che aveva pubblicato un libro sulle tattiche e l'allenamento nel ciclismo e lavorava come redattore pubblicitario per Clément. Desgrange aveva un forte carattere ma una scarsa fiducia, tanto che dubitava persino che il Tour de France (fondato con il suo nome nel 1903 e pure in pieno affaire) potesse ottenere un enorme successo.

### L'Auto
Questa mancanza di fiducia emerse anche nella scelta del nome del giornale: lui propose L'Auto-Vélo, ma essendo troppo assonante a quello del giornale di Giffard, dopo tre anni dalla fondazione fu cambiato in L'Auto. Si decise, inoltre, di stampare il giornale su carta di colore giallo, per distinguerla da quella del rivale, che era verde. All'inizio la diffusione de L'Auto ebbe grosse difficoltà. Per risolvere il problema, il giornalista Géo Lefèvre (1887-1961) suggerì ai responsabili del quotidiano di organizzare una grande corsa ciclistica a tappe, che potesse battere per lunghezza e per durata quelle proposte dagli altri giornali. La prima edizione del Tour de France comportò un forte incremento delle vendite per L'Auto: si passò dalle circa 25 000 copie alle 65 000 copie, per poi passare alle 250 000 copie nel 1908 e alle 500 000 copie nel 1923, fino a raggiungere il record storico delle 854 000 copie durante il Tour del 1933. Ciò comportò, viceversa, un calo delle vendite per Le Vélo, che si sciolse nel 1904.
Dopo la morte di Desgrange, avvenuta nel 1940, la proprietà passò in mano ad un consorzio costituito da tedeschi. Il giornale, allora, iniziò a pubblicare articoli di condanna verso gli occupanti nazisti, fino alla sua chiusura, avvenuta il 17 agosto 1944. Il posto di Desgrange come editore ed organizzatore del Tour de France (sebbene si fosse rifiutato di far svolgere la corsa durante la Seconda guerra mondiale) fu preso da Jacques Goddet, figlio del primo direttore de L'Auto, Victor Goddet. Egli fece pubblicare clandestinamente un giornale, che chiamò L'Équipe, il quale ricalcava in tutto e per tutto lo stile de L'Auto. La stampa avveniva negli ex-palazzi dove aveva sede L'Auto. L'unica condizione imposta dallo stato francese per autorizzare la stampa de L'Équipe fu quella di abbandonare la carta gialla e passare a quella bianca, per non essere troppo somigliante a L'Auto.

### L'Équipe
Il nuovo giornale nacque ufficialmente il 28 febbraio 1946, con una pubblicazione di tre giorni a settimana, per poi passare a quotidiano a partire dal 1948. L'Équipe beneficiò in seguito della scomparsa dei suoi diretti concorrenti, L'Élan e Le Sport, diventando così l'unico quotidiano sportivo pubblicato in Francia. L'Équipe viene stampato dal gruppo editoriale EPA (Editions Philippe Amaury, noto anche come Groupe Amaury, dal nome di Philippe Amaury, che è stato proprietario della rivista) fin dal 1968. Dal 1980, in abbinamento al quotidiano, viene venduto ogni sabato il settimanale L'Équipe magazine. A questo allegato si sono poi aggiunti il trimestrale Sports et Style (dal 2005) e L'Equipe Féminine (dal 2006). Nel 1982, il quotidiano bandì un concorso per una barca che consentisse anche ai giovanissimi l'approccio alla vela su classi doppie.  Il concorso fu vinto dall'architetto francese Marc Laurent. La barca, battezzata "L'Equipe", è ad oggi tra le classi giovanili riconosciute dalla Federazione Italiana Vela, e da molte altre Federazioni Veliche europee.

## Direttori
- 1946-1984 : Jacques Goddet
- 1984-1993 : Jean-Pierre Courcol
- 1993-2002 : Paul Roussel
- 2003-2008 : Christophe Chenut
- dal 2008 : François Morinière

## Direttori di redazione
- 1946-1954 : Marcel Oger
- 1954-1970 : Gaston Meyer
- 1970-1980 : Edouard Seidler
- 1980-1987 : Robert Parienté
- 1987-1989 : Henri Garcia
- 1989-1990 : Noël Couëdel
- 1990-1992 : Gérard Ernault
- 1993-2003 : Jérôme Bureau
- 2003-2008 : Claude Droussent (direttore di redazione) e Michel Dalloni (direttore di redazione del quotidiano)
- 2008-2009 : Remy Dessarts (direttore di redazione) e Fabrice Jouhaud (direttore di redazione del quotidiano)
- dal 2009 : Fabrice Jouhaud, Patrick Lemoine e Gérard Ejnès

## Giornalisti de L'Équipe
- Gérard Ernault
- Georges Peeters
- Jacques Ferran
- Guy Lagorce
- Robert Pariente
- Geoffroy Garétier
- Thierry Bretagne
- Pierre Chany
- Gabriel Hanot
- Victor Sinet
- Henri Garcia
- Denis Lalanne
- Jacques Carducci
- Jean-Philippe Réthacker
- Jacques Marchand
- Jacques Augendre
- Bernard Chenez
- Pierre Ballester
- Johnny Rives
- Christian Montaignac
- Pierre-Michel Bonnot
- Vincent Duluc
- Pierre Ménès
- Philippe Bouin
- Anne Giuntini
- Jean-Michel Rouet
- Olivier Margot
- Henri Bru
- Jérôme Touboul
- Philippe Brunel
- Philippe Bouvet
- Didier Braun
- Gérard Ejnès
- Max Urbini
- Patrick Lemoine
- Antoine Blondin
- Serge Lang